# Установка дегідрогенізації пропану в Нінбо (Oriental Energy)
Установка дегідрогенізації пропану в Нінбо (Oriental Energy) — виробництво нафтохімічної промисловості Китаю в місті Нінбо (провінція Чжецзян, центральна частина східного узбережжя країни), створене компанією Oriental Energy.
Пропілен, який традиційно отримують разом з етиленом на установках парового крекінгу або фракціонуванням із газів нафтопереробки, також можливо продукувати шляхом дегідрогенізації пропану. Зростання пропозиції останнього газу на світовому ринку (зокрема, внаслідок «сланцевої революції» в США) сприяло появі у 2010-х роках у Китаї численних установок такого типу. Одну з них спорудила в Нінбо компанія Oriental Energy (через дочірню Ningbo Fortune Petrochemical), яка первісно спеціалізувалась на торгівлі зрідженими вуглеводневими газами та мала у названому місці площадку для їх зберігання. Введене в експлуатацію у жовтні 2016-го виробництво в Нінбо стало для неї вже другим проектом в галузі дегідрогенізації після запущеної роком раніше установки у Чжанцзяган (в якій, втім, Oriental Energy має не 100 %, а лише 56 % участі).
Проект Ningbo Fortune при річній потужності у 660 тисяч тонн пропілену потребує на рік 790 тисяч тонн пропану, поставки якого організували з США, а також з Ірану. Вироблений на установці в Нінбо олефін призначався, зокрема, для лінії полімеризації потужністю 400 тисяч тонн поліпропілену на рік.
Для установки обрали найбільш поширену в світі технологію компанії UOP (Honeywell).
Можливо також відзначити, що Oriental Energy оголосила про плани спорудження в Нінбо другої установки такої ж потужності, сировину для якої збирались законтрактувати на Близькому Сході у саудівських та катарських постачальників.